# Klepzig (Wiesenburg/Mark)
Klepzig ist ein Ortsteil der Gemeinde Wiesenburg/Mark im Landkreis Potsdam-Mittelmark in Brandenburg. Zu Klepzig gehört der Wohnplatz Zehrensdorf.

## Lage
Der Ort liegt südöstlich des Kernortes Wiesenburg an der Landesstraße L 831. Östlich des Ortes verläuft die A 9, westlich und südlich verläuft die Landesgrenze zu Sachsen-Anhalt.

## Geschichte und Etymologie

### 13. bis 16. Jahrhundert
Der Weiler mit Dorfkirche wurde erstmals im Jahr 1377 als in dem Zolle vnd geleite zu Clepczk urkundlich erwähnt und erschien erneut im Jahr 1383 als czu Clepzczk. Der Name leitet sich vom Lokator Klepzig ab, dem die Siedlung bis 1382 gehörte. Von dort kam sie im Folgejahr an die Familie Hildebrand. Eine (neue?) Dorfkirche entstand im 15. Jahrhundert. Im Dorf lebten 1419/1420 ein Richter, der die Gerichtsbarkeit, vier Hufen und den Krug hielt. Im Jahr 1496 wurde lediglich von einem Krüger berichtet; 1506 erschien erneut der Richter mit Krug und vier freien Lehnhufen. Das Dorf kam vor 1506 bis nach 1565 zur Familie Koppe. In dieser Zeit gab es im Jahr 1530 zwei Hufner. Der Zehnt des Pfarrers war in Raben mit enthalten. Im Jahr 1542 gab einen Lehnschulzen mit Haus, Hof und vier freien Lehnhufen sowie einen weiteren Bewohner mit Haus, Hof und vier freien Hufen. Ihnen standen je zwei Knechte und Mädge zur Seite. Im Jahr 1575 wurde erneut nur von zwei Hufnern berichtet. Der Pfarrer bekam 15 Mandeln Roggen, 5 Mandeln 6 Garben Hafer und 7 Mandeln Heidekorn als Zehnten, der Küster bekam drei Scheffel Korn – die Kirche wurde zu dieser Zeit als baufällig bezeichnet. In Klepzigk lebten im Jahr 1591 zwei besessene Mann, der Richter mit vier Lehnhufen sowie ein Viererbhufner. Das Dorf kam vor 1591 in den Besitz der Familie von Thümen.

### 17. Jahrhundert

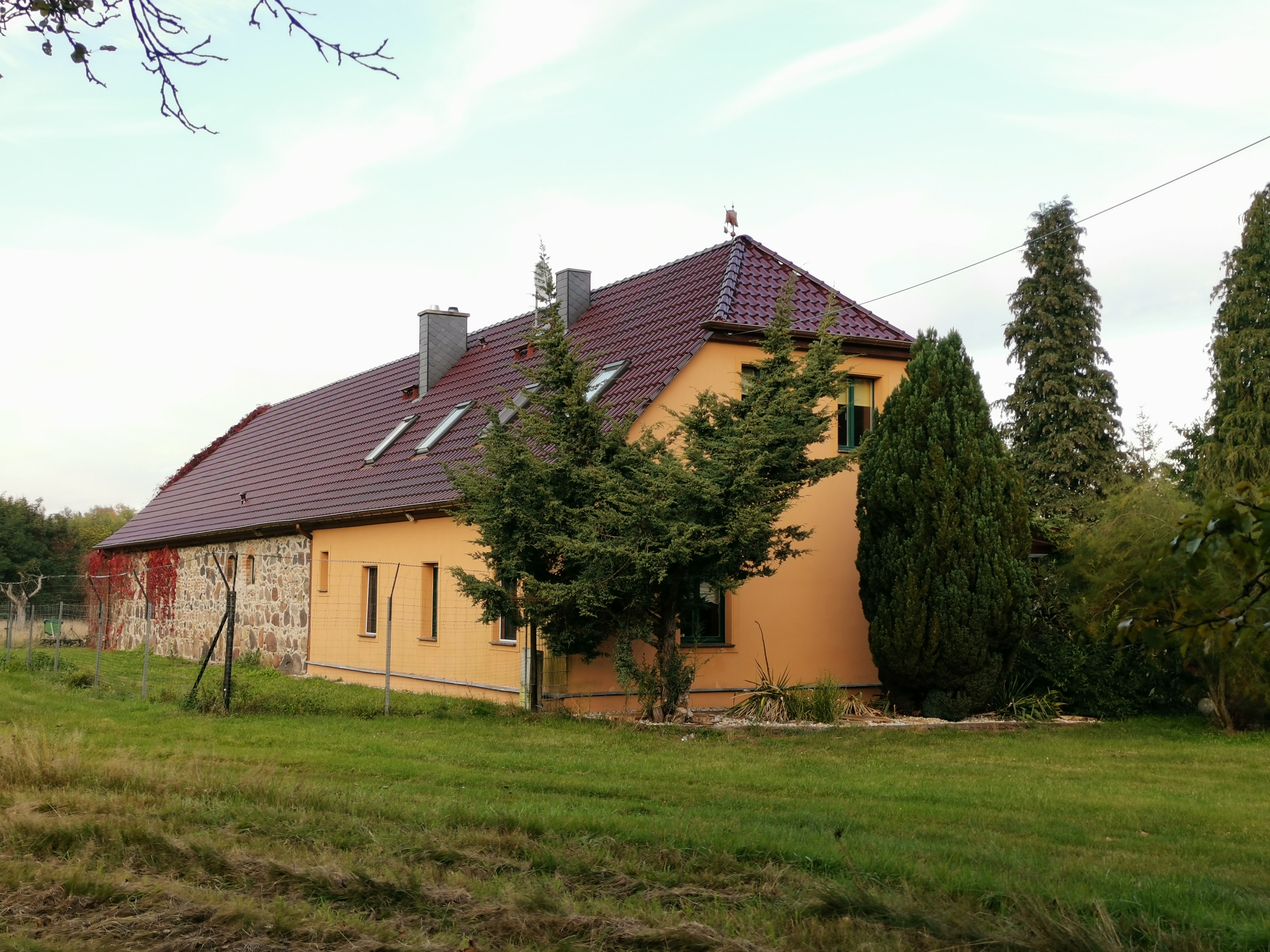
Vorwerk Raben

Unter ihrer Herrschaft wurde das Schulzengut in ein Erbe umgewandelt. Im Dreißigjährigen Krieg war das Dorf im Jahr 1640 vollständig zerstört und auch 1661 wurde es noch als „hat in die 23 Jahre öde gestanden, noch ganz wüst“ bezeichnet. Erst 1676 hatten sich ein Halbhufner und ein Kossät angesiedelt. Eine Statistik von 1682 führte sieben Kossätengüter auf: eines war jedoch abgebrannt, eines wüst, einer besaß ein Haus und Hof und vier nur ein Häuslein. Es gab einen Hirten und 6 Morgen (Mg) Wiese. Die von Thümen verkauften das Dorf im Jahr 1687 an einen bislang nicht bekannten Eigentümer.

### 18. Jahrhundert
Eine Statistik von 1701 beschrieb Klepzig im Jahr 1701 als Schulzengut oder Gut samt Feldern, dass jedoch noch sehr verwildert gewesen sei. Es gab mittlerweile sieben Kossäten, darunter einen Krüger und einen Förster sowie einen Hirten und die bereits erwähnten sechs Morgen Wiese. Bis 1710 war das Gut Klepzig auf 18 Hufen angewachsen, die je hälftig zur Holzgewinnung und zur Hütung genutzt wurden. Der Förster bewirtschaftete ½ Hufe, ebenso der Krüger und jeder der fünf weiteren Einwohner. Um 1743 trat die Familie Buls als neuer Eigentümer auf. Das Gut war zu dieser Zeit nicht nach Hufen spezifiziert. Die neuen Herren hatten den Einwohnern jedoch „etwas Acker zu ihren Höfen gelegt“; dafür mussten sie ihm Dienste leisten. Es gab sechs Häusler, darunter einen Gastwirt, den Gutsherren sowie vier Häusler (darunter den Schulzen), die keinen Acker bewirtschafteten. Nach der Familie Buls folgte um 1764 die Familie von Brück. Sie übernahmen einen Vierhufnerhof; außerdem gab es einen Einhufner, fünf Eineinhalbhufner und vier Häusler. Von den 7 1⁄2 Hufen wurden 5 1⁄2 Hufen genutzt; dort wurden pro Hufe 9 Dresdner Scheffel 7 3⁄11 Metzen ausgesät. Für 1777 wurden elf angesessene Mann verzeichnet: ein Hufner und zehn Häusler. Es gab ein kurfürstliches Forsthaus und eine kurfürstliche Salzlicenteinahme und ein Hirtenhaus.

### 19. Jahrhundert
Im Jahr 1806 lebten im Dorf ein Vierhufner, ein Einhufner (der Krüger) und fünf Eineinhalbhufner. Es gab ein freies Erbschulzenhaus mit zwei Tagelöhnerhäusern, das Krügerhaus, das Vizeschulzenhaus nebst Auszugshäuslein, ein Rademachers Haus sowie fünf Kossätenhäuser und ein königliches Forsthaus. Die Einwohner bewirtschafteten 7 1⁄2 Hufen. Um 1830 übernahm die Familie Pärsch das Gut, anschließend der Amtsrat Bergener und Amtmann Tränhardt aus Zerbst. Das Dorf bestand im Jahr 1837 aus 33 Wohnhäusern; 1858 war die Gemarkung 2175 Mg groß: 27 Mg Gehöfte, 1571 Mg Acker, 14 Mg Wiese und 563 Mg Wald. Darauf standen zwei öffentliche, 42 Wohn- und 25 Wirtschaftsgebäude, darunter eine Ziegelei. Klepzig kam im Jahr 1867 zur Familie von Watzdorf, die es bis 1872 hielten.

### 20. Jahrhundert
Zur Jahrhundertwende standen auf 684 Hektar (ha) insgesamt 47 Häuser. Im Jahr 1928 wurden vom Gutsbezirk Rabenstein der in der Gemarkung Rabenstein liegende Hauptteil westlich des Weges, der vom westlichen Ausgang Rabens in die südliche Richtung nach Großmarzehns führt, ohne die südlich des zum Gutsbezirk Dippmannsdorf Forst, Revier Hagen, liegenden Jagen 73 und 64 eingemeindet. Im Jahr 1931 wurde das Dorf Landgemeinde mit dem Wohnplatz Zehrensdorf und bestand aus 41 Wohnhäusern mit 58 Haushaltungen. Im Jahr 1939 gab es einen land- und forstwirtschaftlichen Betrieb, der zwischen 20 und 100 ha groß war. Weitere 15 Betriebe waren zwischen 10 und 20 ha groß, 16 zwischen 5 und 10 ha sowie 9 zwischen 0,5 und 5 ha.
Nach dem Zweiten Weltkrieg wurden 118,2 ha Zulage aus Raben(?) aufgeteilt: 35,7 ha Acker, 0,8 ha Wiese und 45 ha Wald. Davon ging ein Hektar an einen Angestellten, 96,75 ha an 33 Bauern, 21,45 ha an die Gemeinde, die außerdem eine Zulage von 12 ha aus Lehnsdorf erhielt. Im Jahr 1958 gründete sich eine LPG Typ III mit neun Mitgliedern und 61 ha Fläche, die nach zwei Jahren bereits 20 Mitglieder und 106 ha Fläche bewirtschaftete. Diese schloss sich 1973 mit der LPG Typ I Lehnsdorf zur LPG Typ III Lehnsdorf-Klepzig zusammen. Außerdem gab es im Jahr 1960 eine LPG Typ I mit 38 Mitgliedern und 228 ha Fläche, die 1967 an die LPG Typ III angeschlossen wurde.

### Bevölkerungsentwicklung
| Jahr      | 1817 | 1837 | 1858 | 1871 | 1885 | 1895 | 1905 | 1925 | 1939 | 1946 | 1964 | 1971 |
| Einwohner | 123  | 241  | 270  | 285  | 207  | 218  | 194  | 193  | 173  | 280  | 183  | 157  |

## Sehenswürdigkeiten
- Die Dorfkirche Klepzig ist eine Feldsteinkirche aus dem 15. Jahrhundert mit einem Chor und Westturm aus dem Jahr 1889.
- Das Vorwerk Raben in der Zehrensdorfer Straße 55 steht unter Denkmalschutz.
- In der Liste der Bodendenkmale in Wiesenburg/Mark sind für Klepzig zwei Bodendenkmale aufgeführt.